# Akatsuki (Raumsonde)
Akatsuki (jap. あかつき ‚Morgendämmerung‘, früher PLANET-C, auch Venus Climate Orbiter) ist eine Venussonde der japanischen Raumfahrtbehörde JAXA, die vor allem die Atmosphäre und das Klima des Planeten untersucht.

## Mission
Die Fertigung begann Anfang 2007. Während der Vorbereitung wurde die Sonde Planet-C genannt, den Namen Akatsuki erhielt sie im Oktober 2009. Der Start war zunächst mit einer M-V (auch Mu-5 genannt) geplant. Da die Produktion der M-V im Jahr 2006 eingestellt wurde und die Entwicklung des kostengünstigeren Nachfolgers nicht vor 2011 abgeschlossen sein sollte, wechselte man zu einer H-IIA.
Für einen Venusumlauf wurden 30 Stunden festgelegt. Die Sonde sollte sich dem Planeten auf ihrer stark exzentrischen Umlaufbahn bis auf 300 km nähern; der entfernteste Punkt des Orbits hätte 80.000 km betragen. Als Inklination der Umlaufbahn waren 129 Grad vorgesehen. Die Primärmission war ursprünglich für zwei Jahre anberaumt.

## Verlauf

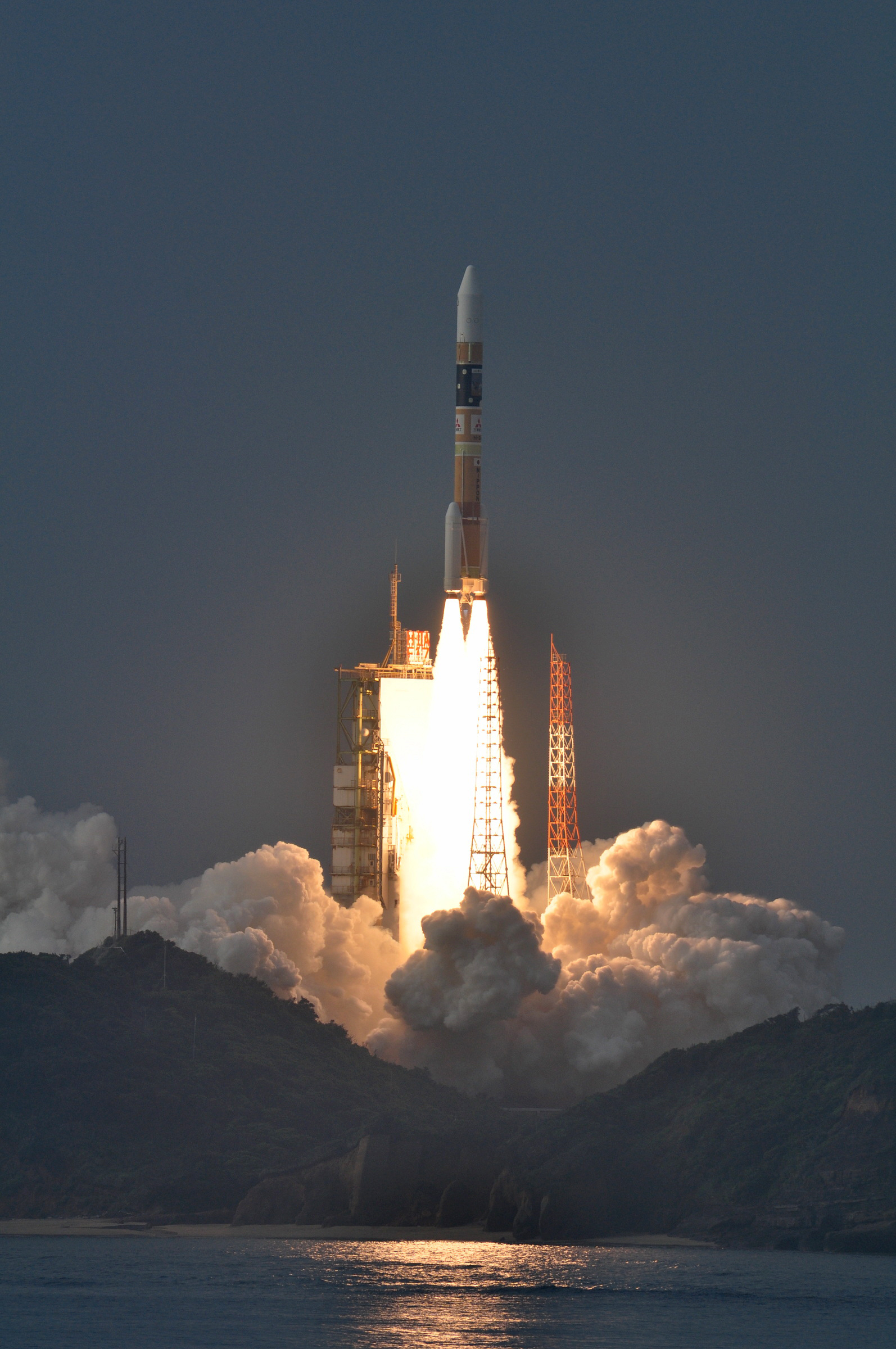
Start der Akatsuki-Sonde am 20. Mai 2010

Am 20. Mai 2010 startete Akatsuki zusammen mit der Sonde IKAROS mit einer H-IIA-202-Trägerrakete, um im Dezember 2010 die Venus zu erreichen.
Am 8. Dezember 2010 sollte Akatsuki in 550 km Höhe in den Venusorbit eintreten. Allerdings misslang dieser Versuch, da das Haupttriebwerk nicht zündete. Deshalb blieb Akatsuki in einem Sonnenorbit mit einer Umlaufzeit von 203 Tagen. Fünf Jahre später, am 6. Dezember 2015, konnte die Sonde bei ihrer nächsten Annäherung an Venus um 23:51 UTC durch eine 20-minütige Aktivierung des Manövertriebwerks in einen Orbit um die Venus einschwenken. Akatsuki umrundete den Planeten in einer hochelliptischen Umlaufbahn in einer Entfernung zwischen 400 km und 440.000 km bei einer Umlaufzeit von 13 Tagen und 14 Stunden. Mit einer Kurskorrektur am 4. April 2016 wurde die Apoapsis auf 370.000 km und die Umlaufzeit auf 10,8 Tage reduziert. Der wissenschaftliche Teil der Mission begann nach einer Kalibrierung der Geräte im Mai 2016.
Im April 2018 beendete Akatsuki die reguläre Beobachtungsphase und begann eine erweiterte Operationsphase. Ende Mai 2024 gab die Jaxa bekannt, das sie Ende April den Kontakt mit Akatsuki verloren hat.

## Aufbau
Die drei-achsen-stabilisierte Raumsonde wog beim Start zusammen mit dem Treibstoff 480 kg. Die Leermasse beträgt 329 kg, von denen 34 kg auf die wissenschaftlichen Instrumente entfallen. Zu den Instrumenten gehören auch fünf Kameras: drei für den infraroten Bereich, eine für das ultraviolette Spektrum und eine weitere, die Lightning and Airglow Camera (LAC), um Blitze und andere Leuchterscheinungen in der Atmosphäre aufzunehmen. Zwei der Infrarotkameras dienen Erkundungen der Oberflächenbeschaffenheit, der Wolkentemperaturen und der Dampfkonzentrationen. Die Long Wave Infrared Camera (LIR) ist für die Gewinnung von Daten über die Wolkenhöhen, die Partikelgrößen und den Kohlenmonoxidgehalt bestimmt. Der UV Imager (UVI) soll die Verteilung von Schwefeloxiden und bisher unbekannter Substanzen der Venusatmosphäre erfassen. Zudem dient die Sonde der Technologieerprobung; so sind neuartige Lithium-Ionen-Batterien an Bord.

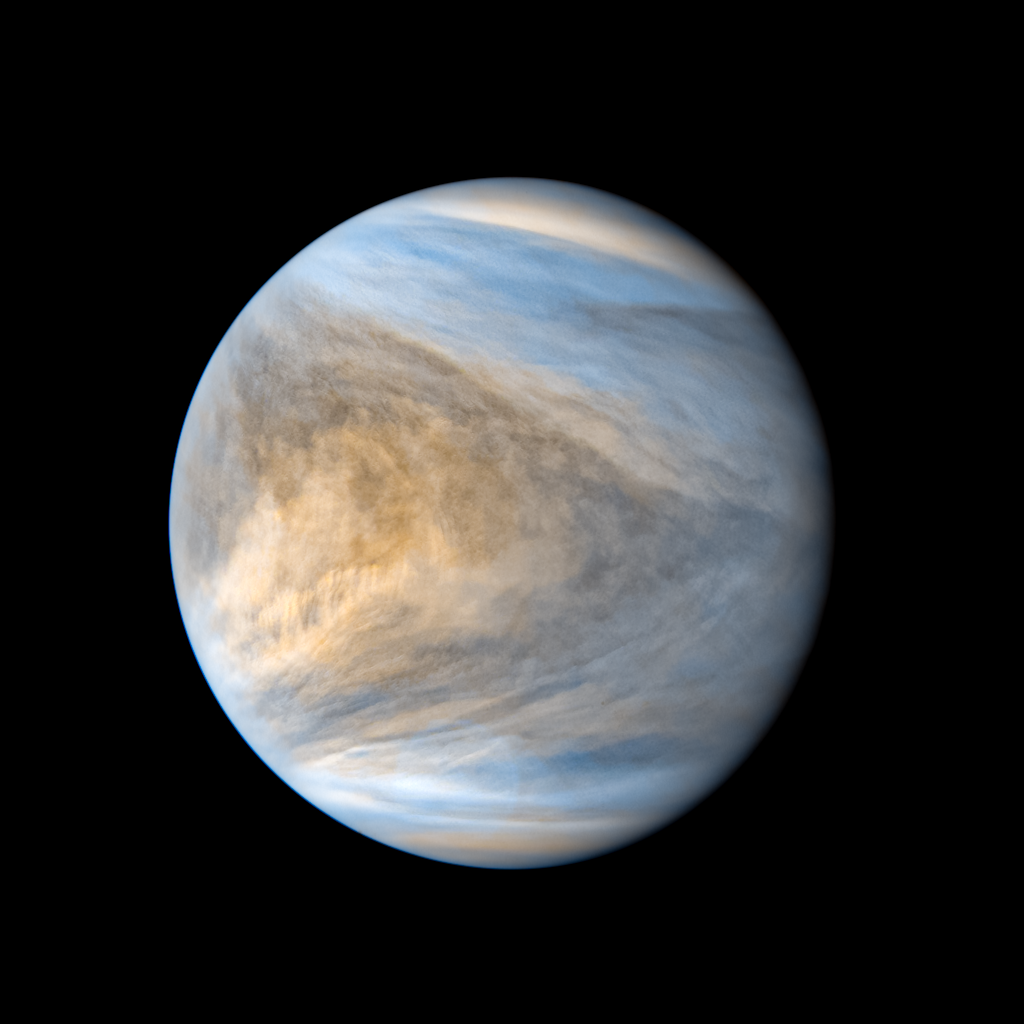
Ultraviolettaufnahme
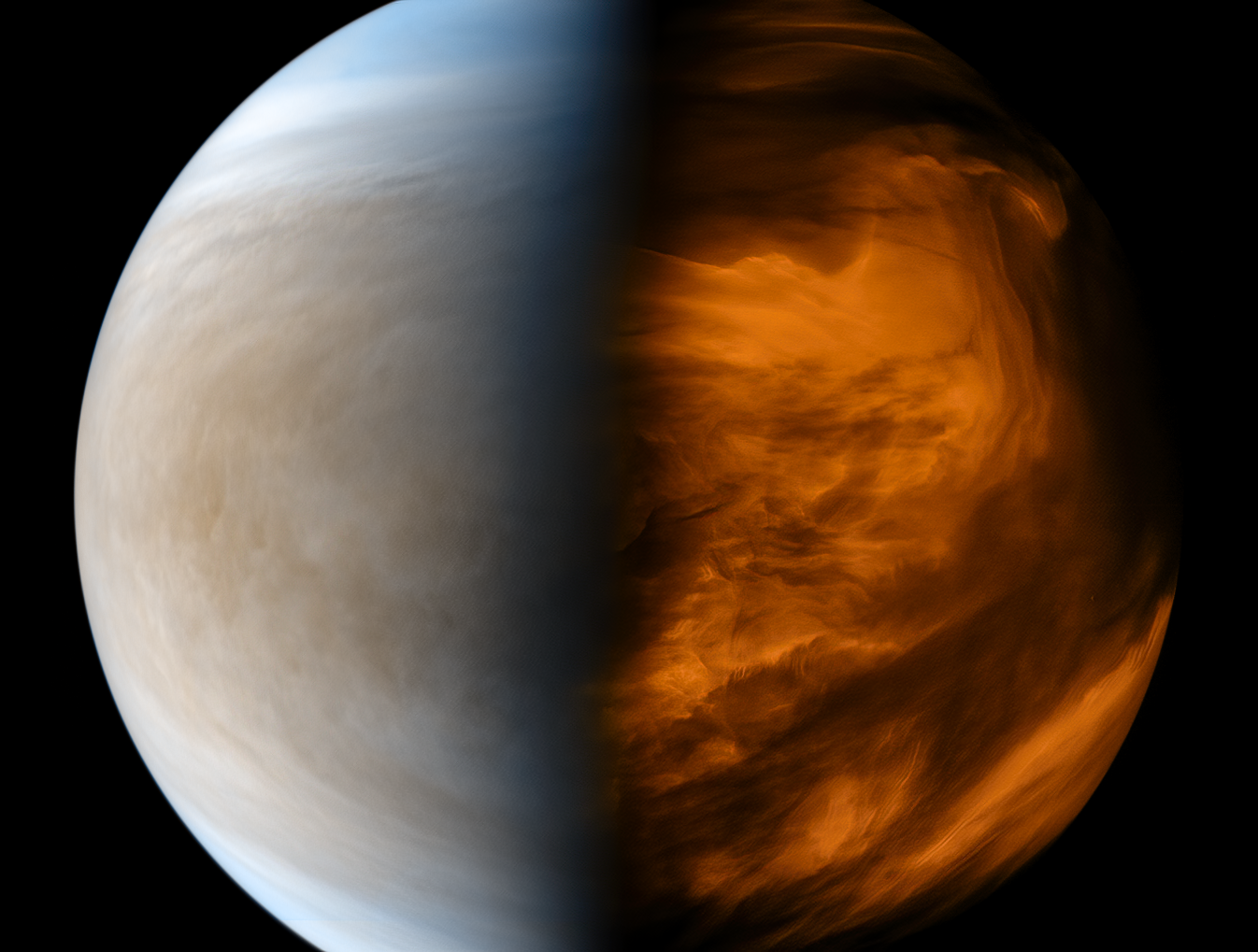
Ultraviolett- und Infrarotaufnahme

Als weitere Besonderheit hat die Sonde dünne Aluminiumplatten an Bord, auf denen die Namen von 260.000 Menschen eingraviert sind.